# فرودگاه سولا استاوانگر
فرودگاه سولا استاوانگر (به انگلیسی: Stavanger Airport, Sola) (به زبان بومی: Stavanger lufthavn, Sola) یک فرودگاه همگانی و نظامی مسافربری (۲۰۱۰) با کد یاتا SVG است که یک باند فرود آسفالت دارد و طول باند آن ۲۸۵۶ متر است. این فرودگاه در شهر استاوانگر کشور نروژ قرار دارد و در ارتفاع ۹ متری از سطح دریا واقع شده‌است.

## شرکت‌های هواپیمایی و مقصدهای پروازی

### مسافری
| شرکت‌های هواپیمایی                | مقصدهای پروازی | Terminal      |
| -------------------------------- | --- | ------------- |
| ایربالتیک                        | ریگا | International |
| Airwing                          | فلورو، توون ناتودن (both suspended) | Domestic      |
| آتلانتیک ایرویز                  | فلسلند برگن | Domestic      |
| بی‌ام‌آی رجیونال                   | نیوکاسل | International |
| بریتیش ایرویز                    | هیترو لندن (پایان در ۲۸ اکتبر ۲۰۱۷) | International |
| Danish Air Transport             | بیلاند، اسبیرگ | International |
| ایسلندایر                        | کفلاویک1 | International |
| کاال‌ام اجرا توسط کی‌ال‌ام سیتی‌هاپر | اسخیپول آمستردام | International |
| نروجین ایر شاتل                  | فلسلند برگن، گاردرموئن اسلو | Domestic      |
| نروجین ایر شاتل                  | آلیکانته-الچه، برلین شونفلد، جان پل دوم کراکوف-بالیس، گاتویک، مالاگا فصلی: بارسلونا-ال پرات، کپنهاگ، دوبروونیک، منچستر، مورسیا-سان یاویر، نیس کوت دازور، پالما د مایورکا، پراگ رازیون، پولا، اسپلیت | International |
| هواپیمایی اسکاندیناوی            | ویگرا آلسوند، فلسلند برگن، گاردرموئن اسلو، ورنس تروندهایم | Domestic      |
| هواپیمایی اسکاندیناوی            | آبردین، آلیکانته-الچه، کپنهاگ، هیترو لندن، مالاگا، استکهلم-آرلاندا فصلی: بارسلونا-ال پرات، گرن کناریا، نیس کوت دازور، اسپلیت، شوپن ورشو                                                             | International |
| ویدروئه                          | فلسلند برگن، کپنهاگ,2 فلورو، کریستیان‌ساند کیویک، کریستیانسوند کورنبرگت, سندفیورد، تورپ | Domestic      |
| ویدروئه                          | آبردین | International |
| ویز ایر                          | گدایسک لخ والسا، کاتوویتس، کاناس، سولیدارنوشج شچچن-جولینیو | International |

Notes
^  Flights are routed Keflavik–Bergen–Stavanger–Keflavik.

^  Flights are routed Stavanger-Sandefjord-Copenhagen. This is why the flight departs from the domestic terminal.

### باری
| شرکت‌های هواپیمایی                                          | مقصدهای پروازی     |
| ---------------------------------------------------------- | ------------------ |
| دی‌اچ‌ال اوییشن اجرا توسط Atlantic Airlines (United Kingdom) | کپنهاگ             |
| لوفت‌هانزا کارگو                                            | فرانکفورت، جرج بوش |
| Posten Norge اجرا توسط West Air Sweden                     | گاردرموئن اسلو     |